# Andrzej Petelewicz
Andrzej Petelewicz (ur. 29 grudnia 1800 w Ćmielowie, zm. 29 stycznia 1842 w Ćmielowie) – majster kunsztu garncarskiego, powstaniec listopadowy, dowódca oddziału mieszkańców Ćmielowa w powstaniu listopadowym. Jego prawnukiem był bohater wojenny, mjr Aleksander Petelewicz.